# Barnett Glacier
Barnett Glacier är en glaciär i Antarktis. Den ligger i Östantarktis. Nya Zeeland gör anspråk på området. Barnett Glacier ligger 76 meter över havet.
Terrängen runt Barnett Glacier är varierad. Trakten är obefolkad. Det finns inga samhällen i närheten.